# Скорбежево (Вологодская область)
Скорбежево — деревня в Вологодском районе Вологодской области.
Входит в состав Лесковского сельского поселения, с точки зрения административно-территориального деления — в Лесковский сельсовет.
Расстояние по автодороге до районного центра Вологды — 21 км, до центра муниципального образования Лесково — 6 км. Ближайшие населённые пункты — Дорково, Ермаково, Спирино, Прокунино, Макарово, Кубаево.
По переписи 2002 года население — 2 человека.